# Bacino della Sirte

Il bacino (cuenca del Sirte) è indicato in verde a est della Libia

Il bacino della Sirte è un bacino sedimentario dell'Africa settentrionale, con sedimenti datati dal Paleozoico inferiore al Terziario.
Si estende su un'area di ≈230,000 km² attraverso la Libia orientale dal golfo della Sirte al Ciad settentrionale.
La altitudine varia da aree collinari a sud sino ad aree depresse (sino a 47 m sotto il livello del mare) a nord.
Per quanto riguarda la morfologia, la superficie del bacino è caratterizzata dai depositi eolici (dune) dei deserti (erg) di Rebiana e di Kalansho.
Il margine meridionale è segnato dall'antiforme di Nubia, del Precambriano, che corrisponde al basamento roccioso del bacino, ed oltre bacini intracratonici di flessura e un cratone paleozoico relativamente stabile.
Al margine settentrionale il limite convenzionale è l'isobata 2.000 m.; il golfo della Sirte rappresenta la parte più profonda del bacino.
Al margine occidentale e sud-occidentale del bacino sono presenti rocce ignee.
Il gradiente geotermico varia tra 1,82 °C/100 m a 3,3 °C/100 m.

## Struttura e genesi
Il bacino è segnato da una serie di stretti horst e Graben con direzione nordovest-sudest, un'importante caratteristica strutturale che lo distingue dagli adiacenti bacini intracratonici di Kufra, Murzuk, e Ghadames; andando a nord-est verso il largo, la quota di queste strutture si abbassa progressivamente, sino a passare ad un complesso che comprende la piana abissale del mar Ionio, al di sotto della quale la crosta oceanica viene subdotta in direzione nordest sotto l'Arco ellenico.
Tutta l'area, dai bacini a pull-apart di Sabratah, alla faglia meridionale della Cirenaica, è fortemente influenzata dal movimento estensionale destro che ha causato la deformazione fragile.
La debolezza strutturale della zona è esemplificata dalla lunga alternanza di periodi di sollevamento e di subsidenza.
Nel tardo Precambriano, l'orogenesi panafricana ha consolidato una serie di frammenti proto-continentali in una parte di Gondwana.
Nel Giurassico superiore-Cretaceo inferiore è iniziata una fase di rifting continentale (estensionale), appartenente al sistema di rift della Tetide, che è culminata nel Cretaceo superiore, e si è conclusa nel Terziario superiore.
Il Bacino della Sirte, secondo lo schema di Bally e Snelson, è un bacino intracratonico all'interno di litosfera rigida, posto su di un graben in fase iniziale e non associato alla formazione di megasuture; per Clifford invece nasce come un bacino di frattura interno, in prossimità del margine di placca, con asse del bacino associabile alla formazione di una giunzione tripla.

## Industria estrattiva
Il bacino presenta giacimenti di idrocarburi sfruttati industrialmente, lo scisto della Sirte, del Cretaceo superiore, è lo strato più produttivo, altri strati serbatoio sono le rocce fratturate del basamento precambriano, l'arenaria di Gargaf del Cambriano-Ordoviciano, l'arenaria nubiana del Cretaceo inferiore, la formazione di Zelten del Paleocene e i carbonati (generalmente di bioerma) dell'Eocene. La trappola strutturale è lo stile predominante dei giacimenti del bacino; l'alto di Gialo, situato nella parte orientale del bacino della Sirte, per esempio pur essendo un horst relativamente piccolo, risulta particolarmente importante per i giacimenti petroliferi ad esso associati.